# Fortes Neomedievais
Os Fortes Neomedievais (em castelhano:  Fuertes Neomedievales) são um complexo de fortificações situadas na região montanhosa que abrange a península de Ceuta com a fronteira de Marrocos.

## História
Eles foram construídos em meados do século XIX, após o fim da Guerra de Wad-Ras entre Espanha e Marrocos com o Tratado de Wad-Ras, para proteger a fronteira com uma série de torres de vigia para evitar possíveis ataques exteriores. Deste modo, foram construídas as torres de:  Aranguren, Yebel Ányera, Renegado, Isabel II, Francisco de Assis, Piniés e Mendizábal, além do Forte do Príncipe Afonso.